# Fuencaliente (kommun)
Fuencaliente är en kommun i Spanien.   Den ligger i provinsen Provincia de Ciudad Real och regionen Kastilien-La Mancha, i den centrala delen av landet, 230 km söder om huvudstaden Madrid. Antalet invånare är 1 111. Arean är 270 kvadratkilometer.
Terrängen i Fuencaliente är huvudsakligen kuperad, men åt sydväst är den platt.